# Perley
Perley – miasto w Stanach Zjednoczonych, w stanie Minnesota, w hrabstwie Norman.